# Erfüllungsbetrag
Erfüllungsbetrag (englisch settlement value) ist im Bilanzrecht der Bewertungsmaßstab für Verbindlichkeiten und Rückstellungen und bezeichnet den Betrag, mit dem ein bilanzierender Schuldner eine Verbindlichkeit bei deren Fälligkeit zu erfüllen hat. 

## Allgemeines
Den bestimmten Rechtsbegriff des Erfüllungsbetrags gibt es nur bei Passiva. Hier stellt der Erfüllungsbetrag einen Bewertungsmaßstab dar, mit dessen Hilfe die Höhe von Verbindlichkeiten an ihrem Fälligkeitstag bestimmt wird. Das Bilanzrechtsmodernisierungsgesetz vom Mai 2009 hat für Verbindlichkeiten und Rückstellungen einheitlich den Begriff des Erfüllungsbetrags eingeführt, nachdem vorher für Verbindlichkeiten der Rückzahlungsbetrag maßgeblich war. Diese Klarstellung sollte erreichen, dass nur die mit einem vorherigen Geldzahlungsfluss entstandenen Verbindlichkeiten zurückgezahlt werden können, während Sachleistungs- und Sachwertverpflichtungen vom Schuldner zu erfüllen sind. Demnach stellt der Erfüllungsbetrag den Betrag dar, der zur Erfüllung der Verbindlichkeit sicher (bei Schulden) oder wahrscheinlich (bei Rückstellungen) aufzubringen ist.  

## Arten
Zu unterscheiden ist der Erfüllungsbetrag von Verbindlichkeiten und Rückstellungen.
- Verbindlichkeiten: Bei Geldleistungsverpflichtungen (etwa Lieferantenkredite, Bankkredite) entspricht der Erfüllungsbetrag dem Rückzahlungsbetrag. Dieser ergibt sich aus Rechnungen, Verträgen oder sonstigen schuldbegründenden Vereinbarungen mit einem Gläubiger. Bei Fremdwährungsverbindlichkeiten entspricht der Erfüllungsbetrag der Summe, die in eigener Währung aufzubringen ist, um die Verbindlichkeit in Fremdwährung begleichen zu können.[2] Bei Sachleistungs- und Sachwertverpflichtungen (in Form von Dienstleistungen oder der Lieferung von Vermögenswerten) entspricht der Erfüllungsbetrag der in Geld bewerteten Verpflichtung zur Leistung bestimmter Dienstleistungen oder Sachwerte. Die Höhe des Erfüllungsbetrags ist bei Verbindlichkeiten sicher.
- Rückstellungen: Die Unsicherheit über deren Bestehen oder Höhe erfordert eine Schätzung des Erfüllungsbetrags nach vernünftiger kaufmännischer Beurteilung (§ 253 Abs. 1 Satz 2 HGB). Der zu erwartende Erfüllungsbetrag ist auf der Basis der am Bilanzstichtag vorliegenden Verhältnisse zu schätzen.[3] Bei langfristigen Verpflichtungen (> 1 Jahr) sind im Erfüllungsbetrag Preis- und Kostensteigerungen zu berücksichtigen. Rückstellungen mit einer Laufzeit von mehr als einem Jahr sind nach § 253 Abs. 2 Satz 1 HGB abzuzinsen. Zur Ermittlung des Barwerts wird der Erfüllungsbetrag der Rückstellung mit dem Abzinsungssatz (Marktzinssatz nach IAS 37.47) auf den Bilanzstichtag diskontiert. Die den Rückstellungen zugrundeliegenden Verbindlichkeiten können in Sonderfällen neben dem Erfüllungsbetrag einen Zinsanteil enthalten; dieser muss nach dem allgemeinen Gebot, dass nur Erfüllungsbeträge zu passivieren sind, aus dem Erfüllungsbetrag heraus gerechnet werden. Bei Garantierückstellungen umfasst der Erfüllungsbetrag maximal die Austauschkosten für ein Ersatzprodukt, bei Pensionsrückstellungen sind im Erfüllungsbetrag künftige Lohn- und Gehaltssteigerungen zu berücksichtigen. Der Erfüllungsbetrag umfasst hierbei den an einem Bilanzstichtag notwendigen Betrag, mit dem eine Pensionsverpflichtung unter Berücksichtigung von Zins und Zinseszins erfüllt werden kann; er stellt den finanzmathematischen Barwert eines Zahlungsstromes dar.

## International
Die IAS verwenden den Begriff des Erfüllungsbetrages für Verbindlichkeiten (settlement value), während der Veräußerungswert (realisable value) für Aktiva benutzt wird. Der Erfüllungsbetrag ist nach IAS F.100 (c) der Betrag einer nichtdiskontierten Verbindlichkeit, der zum Rückzahlungszeitpunkt im gewöhnlichen Geschäftsverkehr zur Begleichung der Verpflichtung voraussichtlich aufzuwenden ist. 